# Шарлотта Бенкнер
Шарлотта Аманда Ентерляйн-Бенкнер (англ. Charlotte Amanda Enterlein-Benkner; 16 листопада 1889 Лейпциг, Німецька імперія — 21 серпня 2002, Янгстаун, Огайо, США) — німецько-американська супердовгожителька, вік якої було підтверджено Групою геронтологічних досліджень (GRG). На момент смерті була третьою найстарішою повністю верифікованою людиною в світі. Входить у топ-100 найстаріших людей в історії.. Померла у віці 114 років 180 днів.

## Життєпис
Шарлотта Бенкнер народилася 16 листопада 1889 року в місті Лейпциг, Німецька Імперія. Вона емігрувала в США у 1896 році. Шарлотта виросла у місті Пікскіл, Нью-Йорк, де її родина управляла готелем «Альберт». Одного разу Шарлотта зустріла тодішнього президента Сполучених Штатів Теодора Рузвельта. У 1908 році вона взяла шлюб з Карлом Бенкнером і переїхала на захід США. Вона жила в Пенсільванії і Огайо, перш ніж переїхала до Арізони. Уже будучи найстарішою людиною в Арізоні, Шарлотта повернулася в Огайо, щоб жити в Норт-Лімі.
Вона стала найстарішою нині живою людиною у США у жовтні 2003 року, після смерті 114-річної Елени Слау. В останні роки Бенкнер жила зі своєю сестрою Тіллі О'Гарою (наймолодшою з братів і сестер), про яку вона колись дбала, поки їх батьки управляли готелем. Пізніше Тіллі (народилася 15 лютого 1904 року) померла, всього за три тижні до свого сторіччя, 25 січня 2004 року. Шарлотта пережила сестру всього на чотири місяці.
Шарлотта Бенкнер померла 14 травня 2004 року у віці 114 років і 180 днів після короткочасної госпіталізації в Янгстауні, Огайо, і була похована в Пікскілі.